# アレイ川
アレイ川（アレイがわ、英表記: Aley、ロシア語: Алей）はロシアを流れる川で、西シベリアの大河オビ川の左支流である。沿岸の農地の灌漑のために重用されている。川沿いの主な街にはルブツォフスクとアレイスクがある。
上流部はボストーチヌイ・アレイ川（東アレイ川、Восточный Алей）と呼ばれる。その源流はアルタイ山脈の北西の山麓付近、カザフスタンのロシア国境近くである。アレイ川はアルタイ地方のステップ地帯を激しく蛇行しながら進み、バルナウルの南のウスチ＝アレイカの村の付近でオビ川に合流する。合流点付近のアレイ川は川幅70m、水深1.5mとなる。
流域面積は21,100平方km。河口から46km上流のチャバシノの観測所での流量は、年平均33.8m3 / s（最小は2月の3.5m3/sで、最大は雪や氷が解ける5月の144m3/s）。アレイ川は11月から4月まで凍結する。